# زيمبابوي العظمى
زيمبابوي العظمى (بالإنجليزية: Great Zimbabwe)‏، هي مدينة مهجورة كانت في يوم ما عاصمة مملكة زيمبابوي في العصر الحديدي للبلاد. بدأ بناء المدينة لأول مرة في القرن 11 واستمر البناء حتى القرن 14، على مساحة 722 هكتار (1.784 فدان) وكانت تضم في أوج ازدهارها أكثر من 18.000 شخص. كانت زيمبابوي العظمى بمثابة قصر ملكي للملوك الزيمبابويين وكانت مقرا للسلطة السياسية في ذلك الحين. ومن أشهر ما يميزها أسوارها، والتي يعلوا بعضها إلى أكثر من خمسة أمتار وقد تم إنشاؤها بدون ملاط. وفي النهاية تحولت تلك المدينة إلى مكان مهجور.
عثر الأوروبيون على أطلال تلك المدينة بالصدفة في أواخر القرن 19، وكان ذلك في أثناء اسكتشاف المنطقة الذي بدأ عام 1971. أثار هذا الأثر جدل واسع بين علماء الآثار في العالم، مع الضغوط السياسية التي مارستها حكومة السلطوين البيض في رودسيا على علماء الآثار لحملهم على إنكار أن هذا الأثر العظيم من غير الممكن أن يكون قد بني على أيدي الزيمبابويين الأصليين. اعتبرت الحكومة زيمبابوي العظمى منذ ذلك الحين أثر وطني، وسميت دولة زيمبابوي المعاصرة على اسمها.

## التسمية
زيمبابوي هو اسم بلغة الشونا ويعني أطلال وأول من أطلقه القبطان البرتغالي ڤيشنته پگادو في عام 1531، الذي لاحظ أن السكان المحليين يطلقون اسم سيمباوه على جميع المباني الضخمة، والتي تعني في لغتهم القصر أو الفناء الفسيح.

## الجغرافيا

### الموقع
تقعُ زيمبابوي العظمى على مسافة 240 كيلومتراً جنوب العاصمة الحالية هراري ونحو 25 كيلومتراً جنوب شرقيِّ حصن فكتوريا السابق، وهي تتبعُ إدارياً لمنطقة ماسفينغو في النصف الجنوبي من دولة زيمبابوي الحالية. وتقعُ أطلال زيمبابوي العظمى على ارتفاع 1,140 متراً عن مستوى سطح البحر، ويحدّها من الشمال -على مسافة كيلومترين تقريباً- متنزّه موتيريكوي الوطني وفيه بحيرة موتيريكوي وبحيرة كايل اللتان تُغطّي مساحتهما مجتمعةً تسعين كيلومتراً مربعاً، وبني للبحيرتين ومستودعهما المائي سد على نهر كايل في عام 1960، وهو فرعٌ من فروع نهر موتيريكوي.
حازت المدينة منذ تأسيسها حصانةً طبيعيةً من داء المثقبيات الأفريقي بفضل موقعها المرتفعِ فوق هضبة، ودا المثقبيات هو مرضٌ قاتلٌ تنقلهُ ذبابة تسي تسي إلى الإنسان والمواشي، على أن هذه الذبابة لا تكثرُ إلا في الأنحاء متدنيَّة الارتفاع.
تقعُ إلى جنوب أطلال زيمبابوي العظمى بعثة تبشيرية اسمها مورغينستر، وهي بعثةٌ من الكنيسة الإصلاحية الهولندية كُلِّفَت في عام 1894 ببناء محطة ومشفى، وأما إلى الشمال فيقعُ الطريق المُعبَّد نحو منطقة ماسفينغو، وتقعُ إلى الشرق قرية دوروغورو المتواضعة.

### التخطيط
تمتدّ آثار المدينة على مساحة 722 هكتاراً محاطةٍ بسورٍ ومُقسَّمة إلى أربعة أجزاء: يقعُ أولها على رأس التلّة واسمه «أطلال الجبل»، وثانيها في وادٍ إلى الجنوب واسمه «الحصن المُسوَّر»، وثالثها إلى الشرق وهو متحف يوثّق أسلوب حياة قبيلة الشونا، ورابعها والأخير إلى الغرب وهي منتجعٌ حديث البناء فيه فندق وأرض للتخييم وأقسام إدارية وطريق مُعبَّد.
يقعُ جنوب أطلال الجبل وادٍ عريضٌ نسبياً محاط بالأسوار، وفي أقصى جنوبه جدار يُسمَّى السور الكبير، وفي غربهِ آثار يقالُ لها «أطلال الثيران» و«أطلال المخزن» و«أطلال التلّ» كما يدرجُ على تسميتها، وتجاورها أطلال صغيرة أخرى سُمِّيت تيمناً بمكتشفيها أو مستكشفيها، فتقعُ إلى شمال السور الكبير الأطلال رقم 1 وأطلال بوزيلت وريندرز وموخ، وشرقها أطلال فيليب وموند والأطلال الشرقية.

### الجيولوجيا
تقعُ المساحة التي تقومُ عليها أطلال زيمبابوي العظمى على مسافة 110 كيلومترات تقريباً شرقَ الصَّدْع العظيم، وهذا الصَّدع هو سلسلةٌ أودية كبيرة في وسط دولة زيبمابوي عُدِّنَت فيها في الماضي معادن نفيسة أهمّها الذهب. وتتألَّفُ معظم الهضبة التي تقومُ عليها أطلال المدينة من الجرانيت وكمية كبيرة من صخر نايس، وهي صخورٌ تكوَّنت بالتحوّل أثناء عصر ما قبل الكامبري، وأظهرت المسوحات الجيولوجية أن المُكوِّن الرئيسي لقطع الجرانيت المستخدمة في بناء أسوار المدينة هو البيوتيت، ويتألَّفُ تركيبها بنسبة 58% من الفلسبار (منه 28% ميكروكلين و30% بلاجيوكلاس) و35% من المرو أو الكوارتز و4% من البيوتيت و3% من المسكوفيت وأقل من 1% من خام الحديد، كما استخدم الديوريت في معالجة الجرانيت لتجهيزه لأعمال البناء.

### المناخ
تقعُ أطلال زيمبابوي العظمى في منطقةٍ يتراوحُ مناخها بين شبه الاستوائي والاستوائي، فهو رطبٌ وأحياناً شديدُ الحرّ صيفاً وجافٌّ شتاءً. وتتراوحُ الحرارة المتوسّطة فيها على مدار العام بين 20.8 إلى 26.1 درجة مئوية، وأحرّ الشهور فيها هي أكتوبر ونوفمبر (فمتوسّط الحرارة فيهما 29.2 و28.7 مئوية على التوالي) وأبرد الشهور يونيو ويوليو (فالمتوسّط فيهما 5.8 و5.4 درجة مئوية)، مع الأخذ بعين الاعتبار أنها تقعُ جنوب خطّ الاستواء ولذا فالفصول فيها بعكسِ فصول نصف الأرض الشمالي. ولا تهبطُ درجة الحرارة فيها تحتَ الصفر، ويصلُ مُعدَّل هطول الأمطار أعلى مستوياته في شهر ديسمبر بمتوسّط 140 ملليمتراً، وأقلُّهُ في يونيو ويوليو بمتوسّط 3 و6 ملليمترات، وتؤدّي الرياح الموسمية إلى تكدُّسِ هطول الأمطار بين منتصف شهر نوفمبر إلى نهاية يناير، ويبلغُ متوسّط الهطول على مرِّ العام كاملاً 614 ملليمتراً. ويقول إنوسينت بكيراي، وهو أستاذ تاريخ وعلم آثار في جامعة زيمبابوي وخبير تنقيب، أن مُعدَّل هطول الأمطار فوق أطلال مباشرةً قد يكون أعلى من مُعدَّل الهطول في المنطقة بعمومها، إذ يتراوحُ ما بين 800 إلى 1,000 مليمتر سنوياً، ويعني هذا أن الزراعة فيها ربما كانت مزدهرةً بالماضي.

### النبات
يَظُنُّ السكان أن للنباتات التي تنمو في زيمبابوي العظمى مزايا أسطورية، وخصوصاً شجرة الموهاتشا (باللاتينية: Parinari curatellifolia، وهي نوعٌ من البلوط الذهبي)، وتنمو في الأطلال نباتاتٌ مستقدمة غريبةٌ منها الجكراندة وأوكالبتوس واللانتانا المقوسة. وقد ظهرت في أطلال المدينة على مرّ الزمن وتمدَّدت فيها أنواعٌ عِدَّة من شجر الحليب الأحمر (باللاتينية: Mimusops zeyheri، وهو من أنواع جنس السبوتية) والقراصية.

## التاريخ

### الاسم
لكلمة «زيمبابوي» أصلان محتملان، فالأول أنها جاءت من «دزيمبا-دزا-مبوي» التي تعني بلهجة تحدث شعب الشونا في مملكة موتابا: «البيت الحجريّ الكبير» («دزيمبا» معناها بيوت و«مبابوي» حجريّ)، كما قد تعني «القصر الحجري الكبير» (إذ ترمزُ سابقة «ز-» للتكبير). وتعيشُ قبائل الشونا المتحدّث بلهجة مملكة موتابا في سائر الأماكن حول أطلال زيمبابوي العظمى، ومن الراجح أنَّهم سكنوا هذه الأنحاء قبل بناء مدينة زيمبابوي العظمى. وأما الأصلُ الثاني المحتمل لكلمة «زيمبابوي» فهو أنَّها اختصارٌ لكلمة «دزيبما-هوي» في لهجة الزيزورو لقبائل الشونا، ومعناها «المنازل المُبجَّلة»، والمقصود بذلك منازل وقبور قادة القبيلة المُبجَّلين الذين سكنوها في الماضي.
سُمِّيت دولة زيمبابوي الحديثة تيمُّناً بهذه المدينة (فيما أنَّ اسم الدولة السابق كان رودسيا الجنوبية). وقد أُلْحِقَت باسم «زميبابوي» إضافةُ «العظمى» للتفرقة بين أطلال المدينة وبين أطلال مستوطناتٍ عديدةٍ متوزّعة حولها عددها نحو 150 واسمها «الزيمبابوات»، ومنها في دولة بوتسوانا المجاورة نحو 100 موقع أطلال شبيه، كما أنَّ منها عدداً غير مُحدَّدٍ بدولة موزمبيق.

### العصر الحديدي

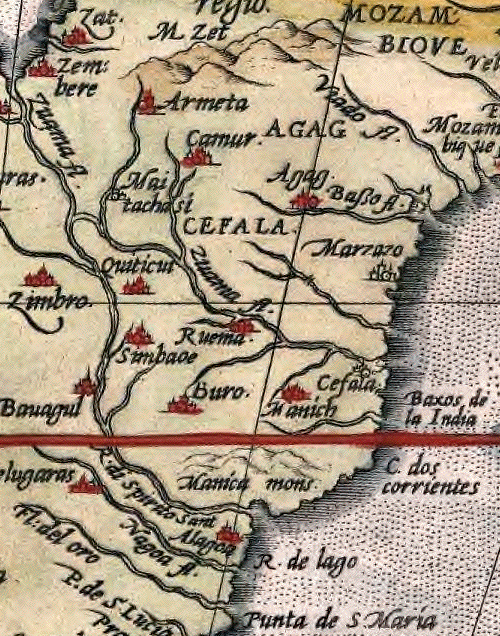
خريطة أفريقيا الجديدة من سنة 1570، ويظهر فيها:
Cefala = سفالة
Manich = مانيكا
Simbaoe = زيمبابوي العظمى
Zuama = نهر زمبيزي.

سُكِّنَ محيط مدينة زيمبابوي العظمى بين عامي 300 إلى 650 للميلاد، وتدلّ على ذلك رسوماتٌ على جدران الكهوف في موقع غوكوميري، الواقع على مسافة ثمانية كيلومترات تقريباً من مدينة ماسفينغو، وتتميَّزُ المنطقة التي عُثِرَ فيها على الرسوم بتقليد صناعة الخزف واستخدام النحاس بأسلوبٍ يخصّ شعباً اسمه زيوا، وعرَّفُ منه علماء الآثار فاتحة العصر الحديدي في المنطقة، على أنَّ قوم زيوا لم يشيّدوا أي أبنية من الحجر.
أُقيمت أولى المستوطنات الريفية في براري مابونغوبوي على نهر ليمبوبو في نحو سنة 900م، وقامت فيها مملكة بين عامي 1030 إلى 1290، وتدهورت بعد ذلك بسبب تغيّر الظروف المناخية فبدأ حينها بزوغ مَجْد زيمبابوي العظمى. ومن الظاهر أنَّ عدداً من المجتمعات االتقت واختلطت مع بعضها فوق هضبة زيمبابوي العظمى في هذه الفترة، ومن ضمنها مجتمع الصيد وجمع الثمار والمجتمع الزراعي ومجتمع متقدّمٌ فيه تنوّع بالوظائف والمهن، فمنها ما انبثقَ بالتوالي ومنها ما قام بالتزامن مع بعضه بعضاً. وكانت زيمبابوي العظمى مركز مملكة موتابا، وهي مملكةٌ قويَّة وصلت سلطتها إلى ساحل المحيط الهندي شرقاً وامتدَّت كذلك شمالاً وجنوباً لأبعد من حدود دولة زيمبابوي الحديثة. وقد أُقِيمَت في الفترة ذاتها مستوطنة خامي على مسافة سبعة كيلومترات غربَ بولاوايو، وهي مستوطنة شبيهة لها أقسامٌ عِدَّة وأصبحت لاحقاً مركز مملكة اسمها توروا.

### مملكة موتابا
تعتبر زيمبابوي العظمى من أقدم المواقع الأثرية المبنيَّة من الحجر جنوب الصحراء الكبرى، إذ بدأ العمل على تشييدها في القرن الحادي عشر الميلادي واستمرَّ حتى القرن الخامس عشر. وتشيرُ بعض العلامات (لكن دون دليلٍ قطعيّ) على أنَّ بنَّائي المدينة وسُكَّانها الأصليّين كانوا شعب الشونا، وهُمْ فرعٌ من فروع قبائل البانتو، وهم مجموعةٌ عرقيَّة تُمثّل 18% من سكان دولة زيمبابوي في الوقت الحاضر. وتشبهُ الأواني الخزفيَّة التي عُثِرَ عليها في زيمبابوي العظمى كثيراً الأواني التي يصنعها هؤلاء القوم حالياً، ولم يخترعوا أي نظامٍ للكتابة حسبما تظهرُ الأدلّة المعروفة. وعاش في المدينة بأوج ازدهارها ما يُقدَّر بـ20,000 إنسان، وكانت لهؤلاء تجارةٌ نشطةٌ مع المدن السواحليَّة العربيَّة حسبما تثبتُ العملات النقدية المكتشفة.
وعُثِرَ في المنطقة المحيطة بأطلال المدينة على عددٍ هائلٍ من الخزفيَّات والأدوات من عصر المدينة الذهبيّ، وهذه الأدوات نفسُها أقدمُ بنحو 600 عامٍ من بنايات المدينة الباقية. وكان السَّبب الأساسي بازدهارها آنذاك هو ثراؤها بالذهب، وهذا ما جلبَ إليها التُجَّار العرب والفرس وما دفعهم لتأسيس مدن سواحليَّة في موزمبيق قريباً من الطرف الجنوبي لقارَّة أفريقيا. ولكنَّ مدينة زيمبابوي العظمى هُجِرَت في نحو سنة 1450، ولعلَّ ذلك يُعزْى إلى أنَّ الكثافة السُكَّانيَّة المرتفعة استنزفت الأرض ومواردها، فانتقلت عاصمة مملكة موتابا منها إلى مدينة تقعُ شمالاً اسمها خامي لمدة مائتي عام، على أنَّ مملكة موتابا خَسِرَت مجدها وازدهارها منذئذٍ لمملكة توروا.

## البعثات والكشوفات الأثرية

### البعثات البرتغالية
كان البرتغاليون أول أمة أوروبية أسَّست حصناً قريباً من مدينة سفالة، وذلك في مطلع القرن السادس عشر الميلادي، في سعيٍّ منهم لفرض سلطتهم على تجارة الذهب في إقليم جنوب أفريقيا. أدَّت مساعيهم هذه إلى تعاملهم مع «مويني موتابا»، وهو لقب حاكم «مملكة كارانغا»، فقد كتب قائد برتغالي يُدْعَى «ديِيغو دو ألساكوفا» (بالبرتغالية: Diego de Alçacova‏) رسالةً مُوجَّهةً إلى الملك البرتغالي في عام 1506، ويقول فيها أن عاصمة الملك «مويني موتابا» (واسم العاصمة هو «زونباني» أو (بالبرتغالية: Zunbahny‏)) فيها: «بيوت الملك ... المبنيَّة من الحجر والطين، فائقة الضَّخامة ومبنيَّة على مستوى واحد».
كان أول مستكشف أوروبي يزور هذه العاصمة هو البرتغالي "أنتونيو فرنانديس" (بالبرتغالية: António Fernandes‏) في عام 1511، والذي كتب عنها قائلاً: «إنها حصنٌ لملك "مينوموتابا" ... مُعمَّرٌ من الحجر ... بدون استعانةٍ بالملاط». وقد حمل هؤلاء المستكشفون إلى أوروبا أسطورةً تزعم بأن هذه المدينة هي موطن بلقيس ملكة سبأ. وفي سنة 1531 كتب قائد الحامية البرتغالية في سفالة (واسمه: "فيسنت بيداغو" (بالبرتغالية: Vicente Pegado‏)) يقول عن "زيمبابوي العظمى": «يقع حصنٌ وَسْط مناجم الذهب الأفريقية، قائمةٌ بين نهرَيْ ليمبوبو وزمبيزي، وقد بُنِيَ بحجارةٍ مذهلةٍ هائلة الحجم وبدون أي ملاط، وتُحِيطُ بهذا الحصن تلالٌ من كل الجهات، وقد عُمِّرَتْ على هذه التلال -كذلك- حصونٌ شبيهةٌ من الحجر وبلا ملاط، ومن بين هذه الحصون المحيطة برجٌ ارتفاعه أَزْيَدُ من 22 متراً. ويُسمِّي أهل البلاد الحصن الكبير "سِيمْبَاوْ"، ومعناه في لغتهم: "المجلس الملكي"». ونشر المؤرّخ البرتغالي خواو دي باروس في عام 1552 تقريراً عن المدينة في كتابه "عقود آسيا" (بالبرتغالية: Décadas da Ásia‏)، والذي أسَّسه على روايات تجار سواحليّين من سفالة.

## معرض صور

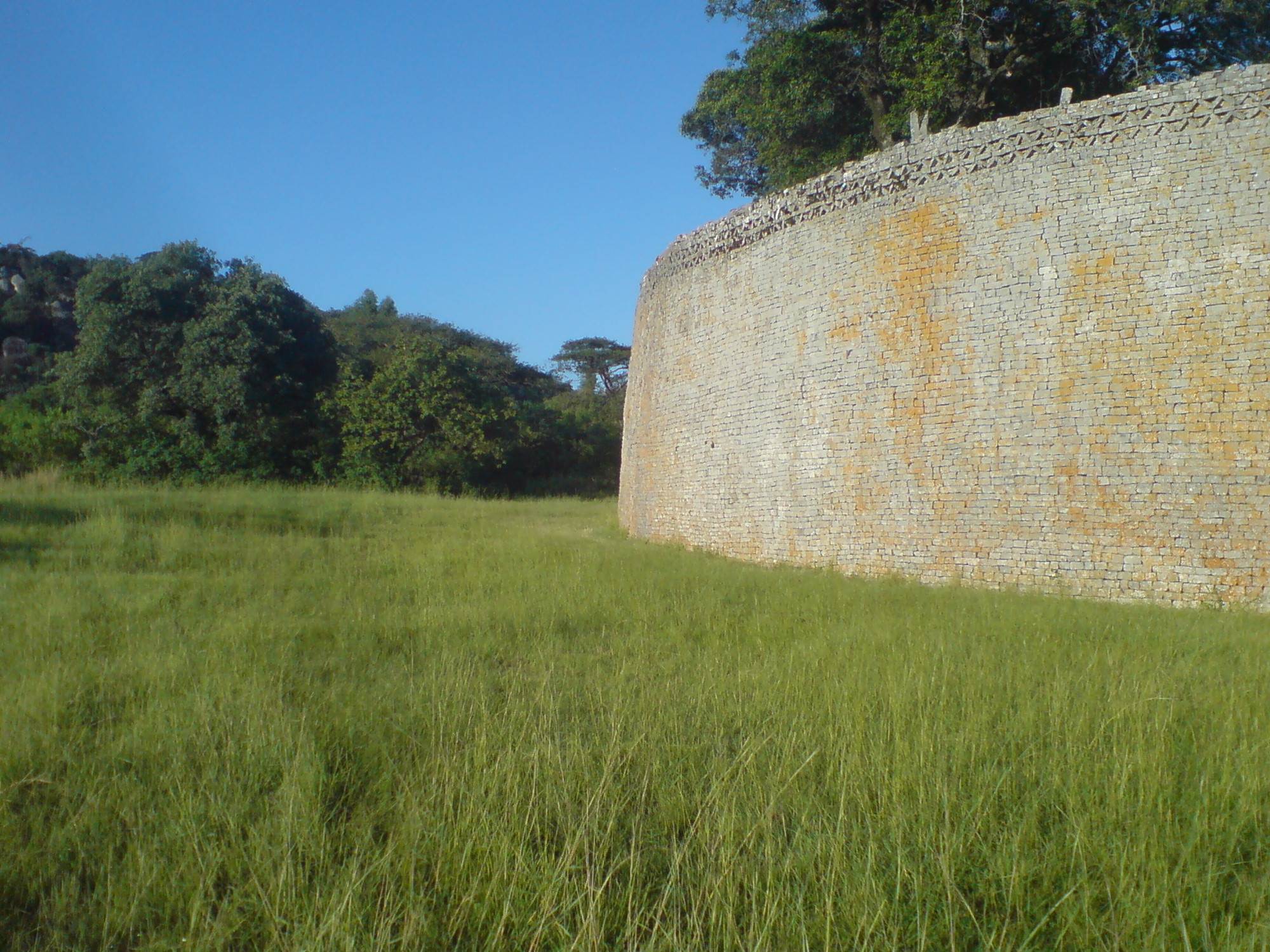
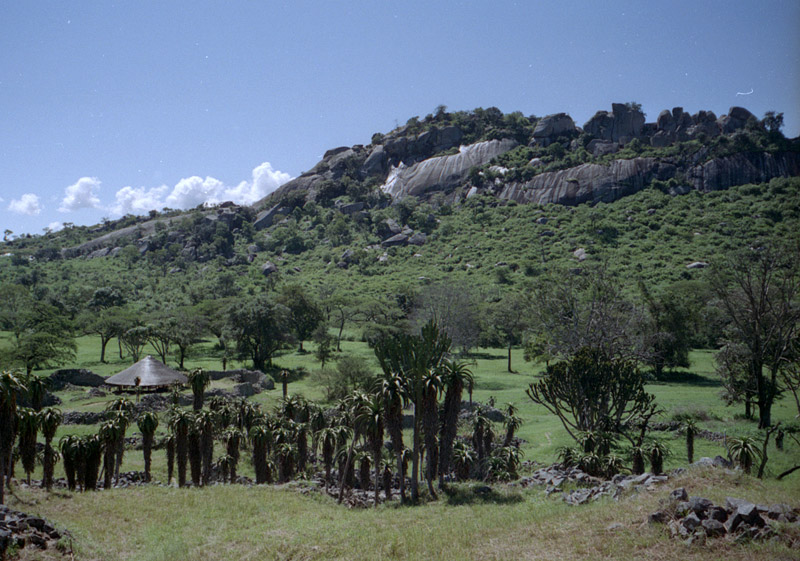
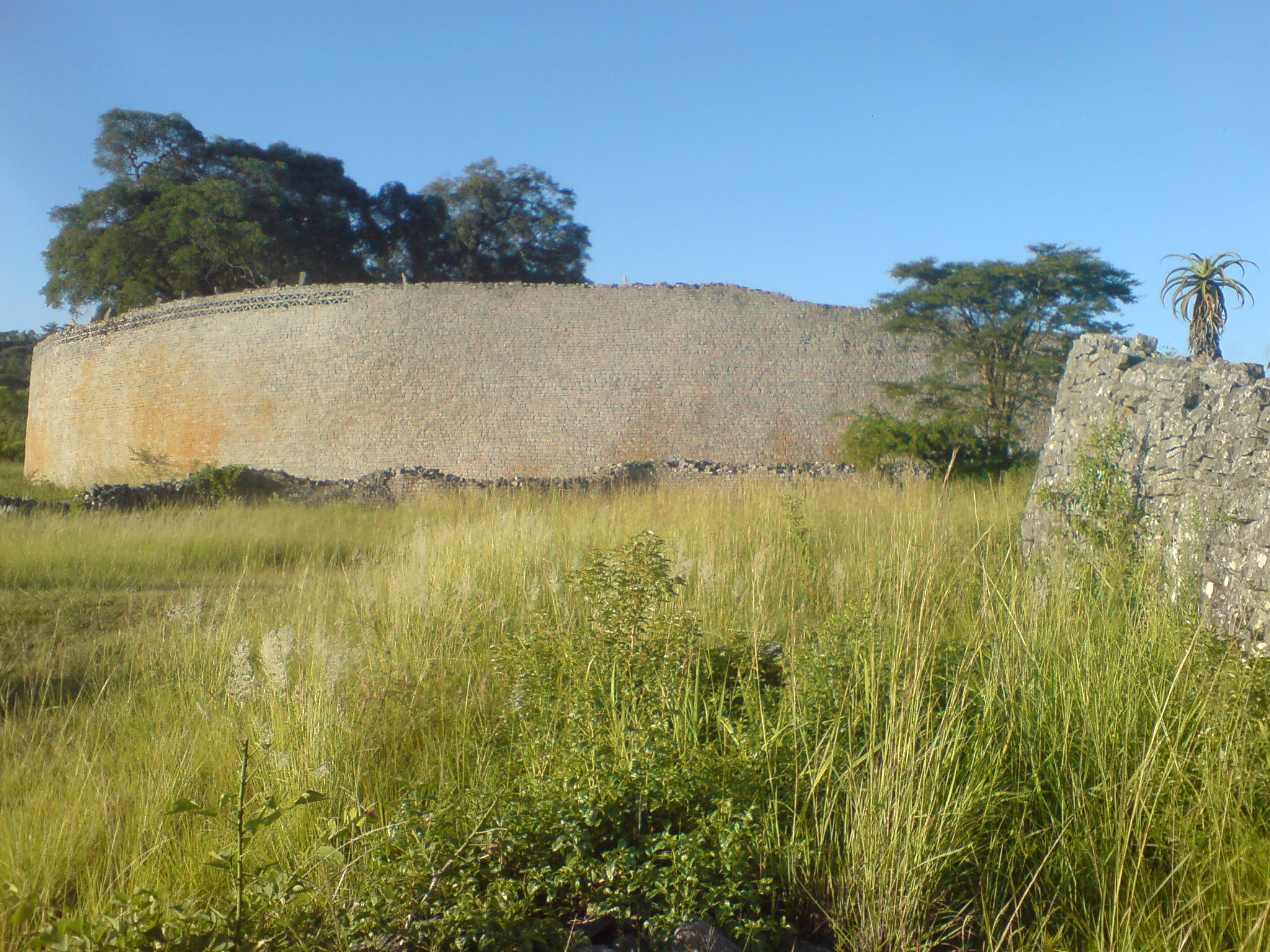
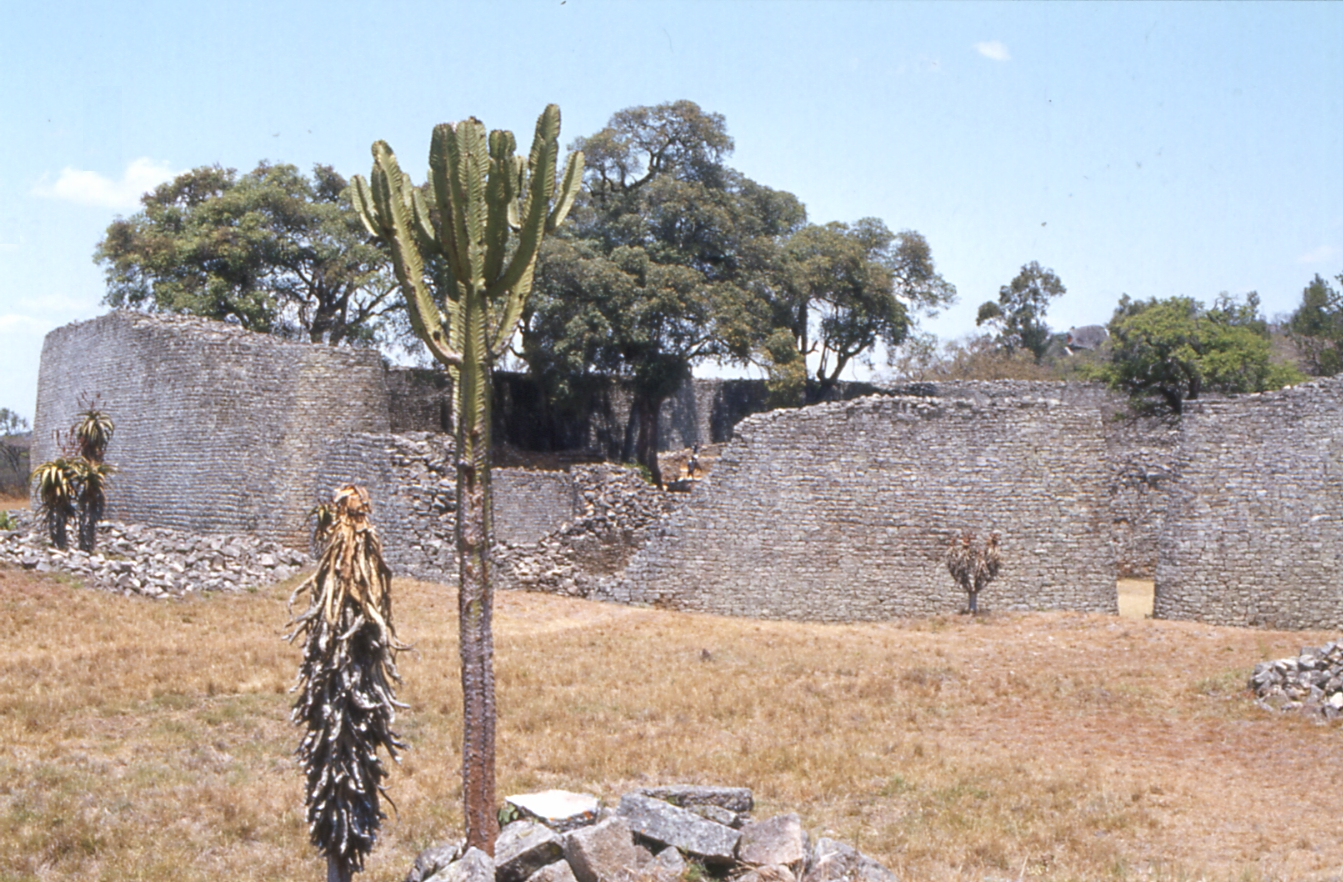
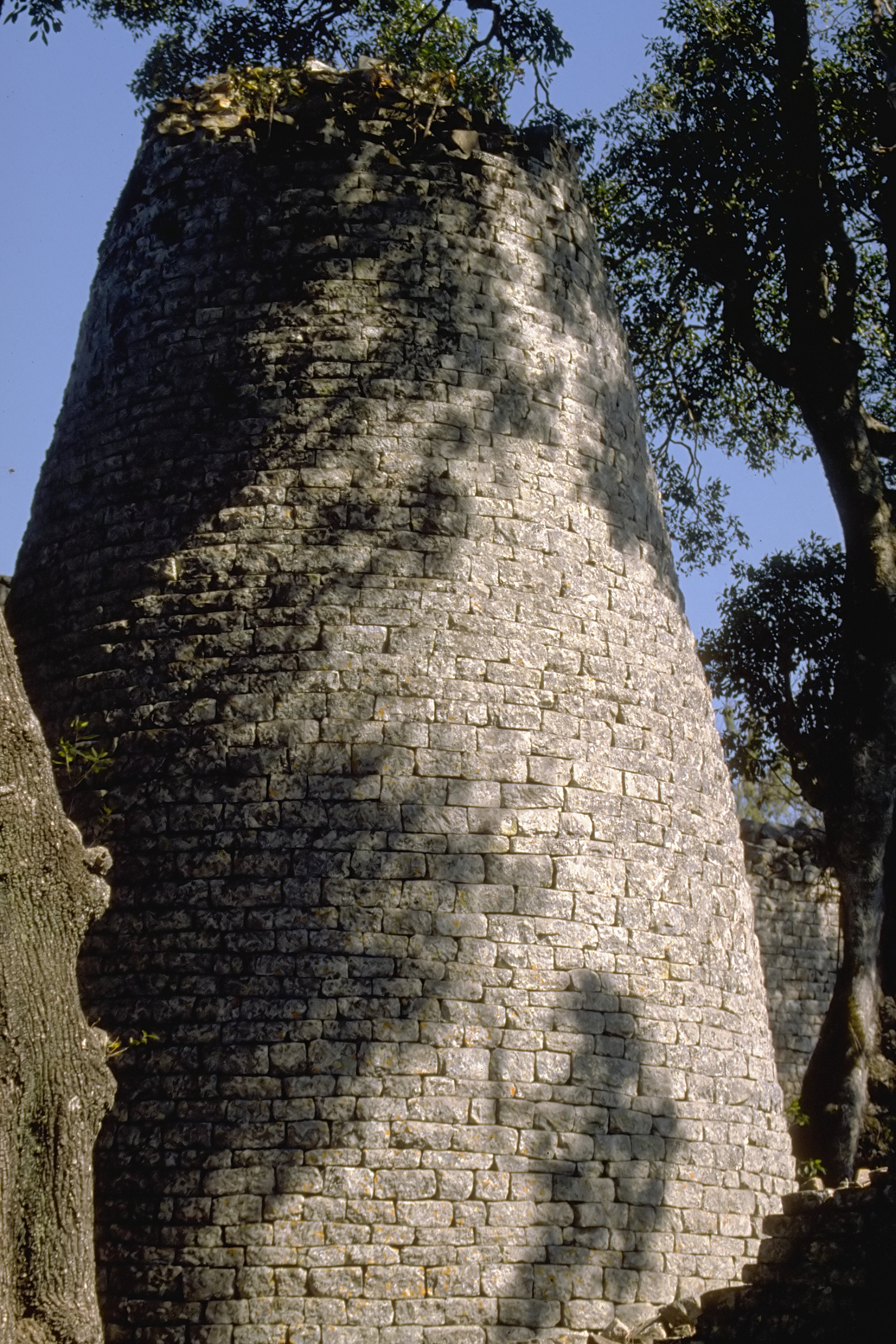
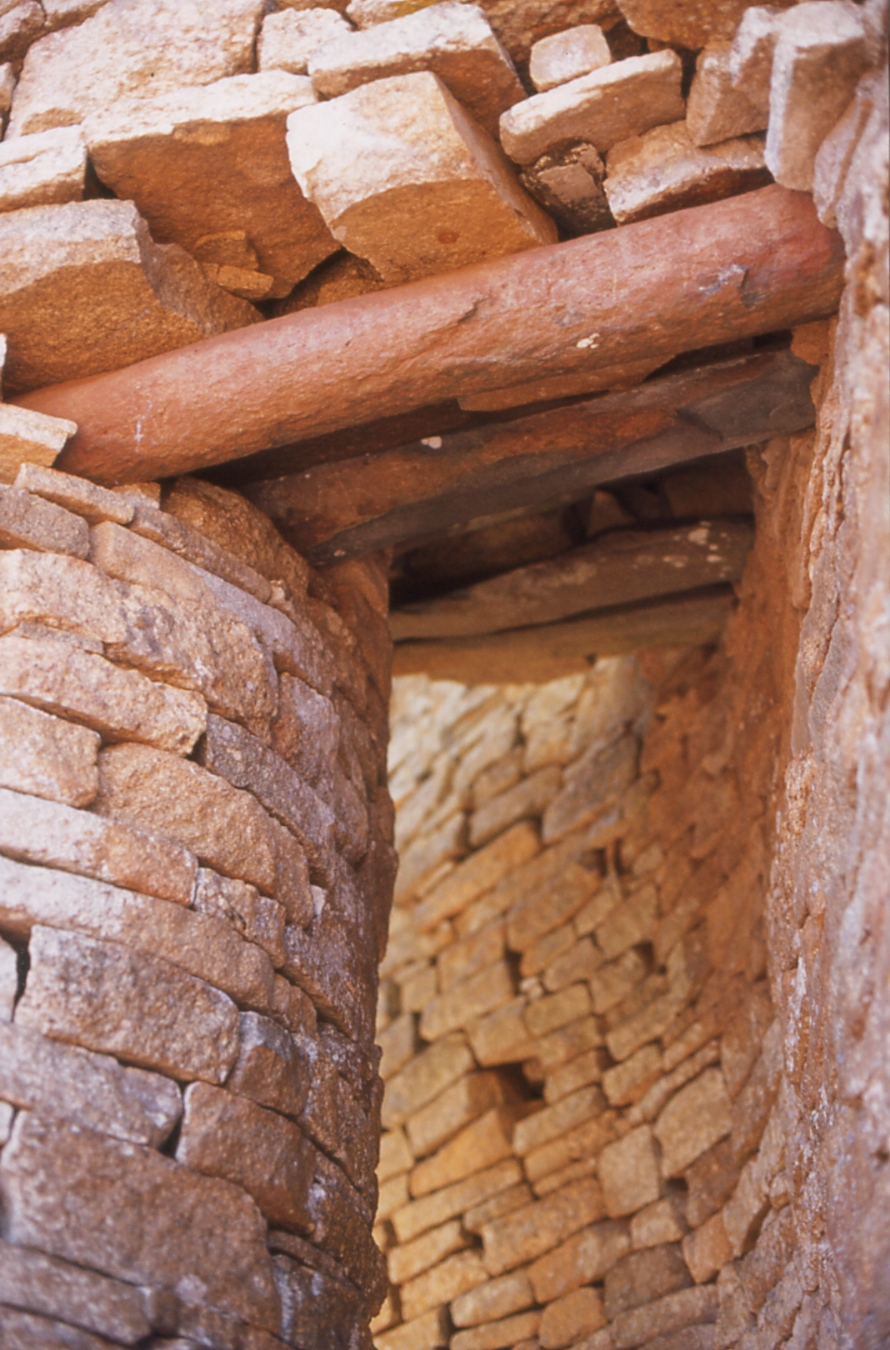